# K-beauty

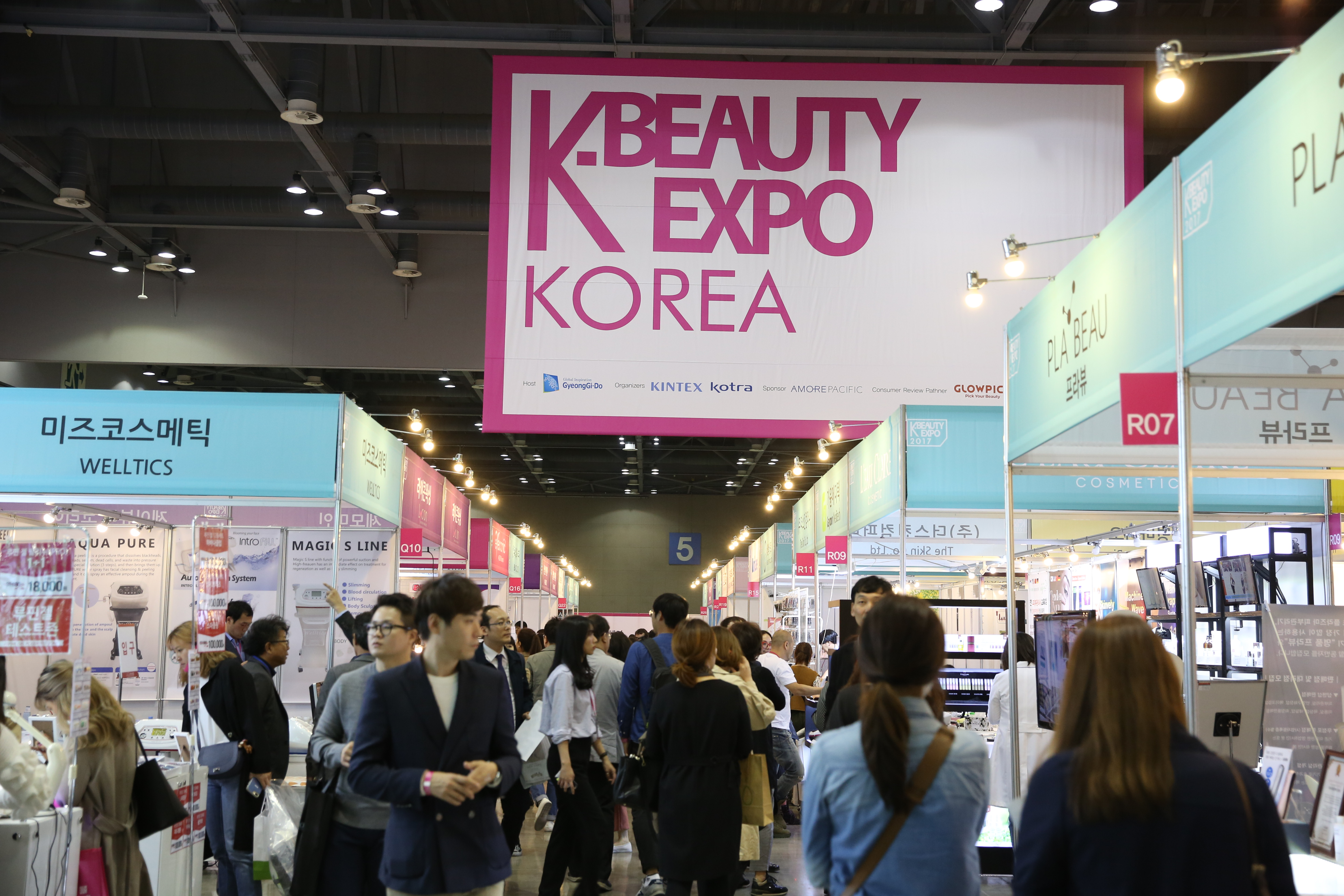
K-Beauty Expo Korea

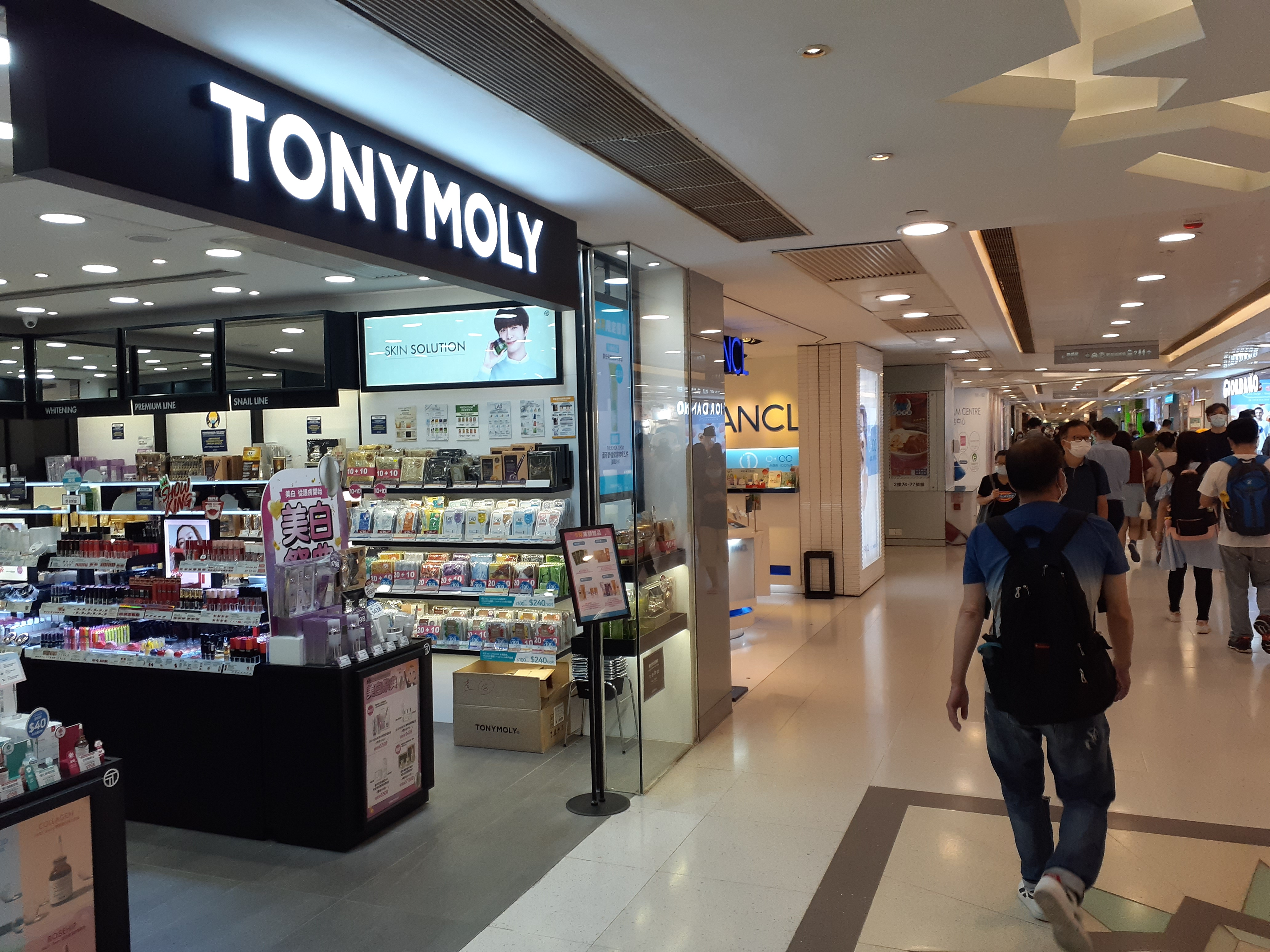
Marca de K-beauty, Tonymoly

K-beauty (hangul: 케이뷰티; rr: Keibyuti) é um termo genérico para produtos de cuidados com a pele derivados da Coreia do Sul. K-beauty ganhou popularidade em todo o mundo, especialmente no Leste Asiático, Sudeste Asiático, Sul da Ásia, e no mundo ocidental, e se concentra na saúde, hidratação e ênfase nos efeitos de clareamento.
Embora o foco desses produtos de beleza seja a estética da pele, como saúde, hidratação e textura luminosa, a "pele de vidro" brilhante é a preferida dos sul-coreanos. Em vez de camadas de base, prefere-se um regime de cuidados com a pele longo, com foco em tonificação e clareamento. Vários ingredientes naturais são utilizados na criação desses produtos, além das inúmeras etapas envolvidas em uma rotina de cuidados com a pele. A indústria de cuidados com a pele e cosméticos continua a liderar em termos de ganho econômico, como demonstrado pelo crescimento e expansão dos cuidados com a pele coreanos no mercado interno e internacional. A história dos cuidados com a pele coreanos influenciou os padrões de beleza e rotina de cuidados com a pele ideais, que se tornaram arraigados nas normas coreanas ao longo do tempo. O resultado disso levou a várias controvérsias e movimentos contra os padrões de beleza nocivos e rígidos impostos ao povo coreano.
A região Ásia-Pacífico detém a maior fatia de mercado na indústria de beleza coreana em dezembro de 2020, com países/regiões asiáticos sendo alguns dos maiores consumidores de produtos de beleza coreana. Há também um mercado crescente para produtos de beleza coreana em países ocidentais, como o Reino Unido.
Nos últimos anos, os produtos coreanos de cuidados com a pele e cosméticos tornaram-se um fenômeno mundial, revolucionando a indústria global da beleza com produtos inovadores e tendências estéticas. A beleza coreana surgiu no Ocidente em 2011 com o lançamento do BB cream, comercializado como um produto multifuncional para a pele que serve como base, hidratante e protetor solar. Produtos coreanos para a pele estão disponíveis e podem ser encontrados em lojas de departamento, farmácias e lojas especializadas em beleza. Os produtos coreanos para a pele estão amplamente disponíveis internacionalmente por meio de vários canais de varejo.
Os consumidores de produtos de beleza estão prestando mais atenção aos ingredientes dos produtos de cuidados com a pele antes de investir e comprar os itens. Produtos que se dizem naturais e orgânicos têm mais apelo para os consumidores. Recentemente, estudos de pesquisa clínica começaram a avaliar seu potencial terapêutico e efeitos biológicos cutâneos em produtos de beleza com ingredientes naturais.

## Ingredientes e rotina
Os padrões de beleza coreanos do século XXI prezam por uma aparência jovem e a aparência hidratada da pele é valorizada, o que resulta na preferência por cremes em vez de pós. Os produtos de beleza coreana também são mais frequentemente projetados para exportação, como resultado do histórico de industrialização por substituição de importações da Coreia do Sul. Os produtos de beleza coreana são apresentados com ingredientes sofisticados e embalagens atraentes. Os produtos utilizam ingredientes que variam de fontes mais naturais, como folhas de chá verde, orquídea e soja, a baba de caracol, máscaras de metamorfose, veneno de abelha (um "falso tóxico" anti-inflamatório que supostamente relaxa os músculos faciais), extrato hidratante de estrela-do-mar e colágeno suíno. O regime envolve uma série de etapas, incluindo rituais de limpeza (com produtos à base de óleo e água), máscaras faciais, essências, séruns, hidratantes, compactos de almofada, produtos fermentados e protetor solar FPS 35. À noite, o protetor solar é substituído por um "creme noturno". Cada regime é abordado de forma diferente dependendo de fatores da pele, incluindo flutuações hormonais e escolhas de estilo de vida.
O ultraelaborado regime de cuidados com a pele da K-Beauty consistia em uma média de 10 etapas. Normalmente começa com um ritual de limpeza duplo, uma série de máscaras faciais, loções de essências, séruns e hidratantes ricos, e termina com um protetor solar com FPS, exceto à noite, quando o protetor solar é trocado por um creme para dormir espesso. Os produtos para cuidados com a pele facial são bem-sucedidos devido ao abundante desenvolvimento de novos produtos para a pele e ao fato de que dois terços (68%) de todos os lançamentos de produtos para a pele foram produtos da Coreia do Sul. Embora os homens estejam cada vez mais participando do mercado, o foco ainda está nas mulheres. YouTubers oferecem tutoriais sobre como aplicar cosméticos e produtos para a pele. 

## Indústria
A Coreia do Sul é líder da indústria global de beleza e continua a avançar; analistas esperam que a K-Beauty gere imenso crescimento e expansão das marcas coreanas de cuidados com a pele, gerando alta receita. Esta continua sendo a projeção para os próximos anos.
A Coreia do Sul também é conhecida por ser o centro de pesquisa e desenvolvimento de muitas marcas de cuidados com a pele, bem como um polo de fabricação e produção. A maioria dos coreanos é considerada bem-educada e informada sobre cuidados com a pele e saúde, portanto, muitos dos produtos desenvolvidos pela Coreia são rigorosamente regulamentados. Um fator adicional para seu sucesso inclui a influência da cultura popular, como o hallyu, onde celebridades promovem marcas de maquiagem e ajudam a promovê-las nacional e internacionalmente.
A K-Beauty está associada à Onda Coreana; Por exemplo, a empresa sul-coreana de cosméticos Amorepacific patrocinou My Love from the Star, um K-drama de 2014, cujo marketing constante dos produtos Amorepacific resultou em um aumento nas vendas de cosméticos e batons de até 75% e 400%. A combinação do aumento do turismo internacional na Coreia do Sul com a presença de produtos de beleza coreana em lojas duty-free também contribuiu para o aumento das vendas de cosméticos na Coreia.

## História

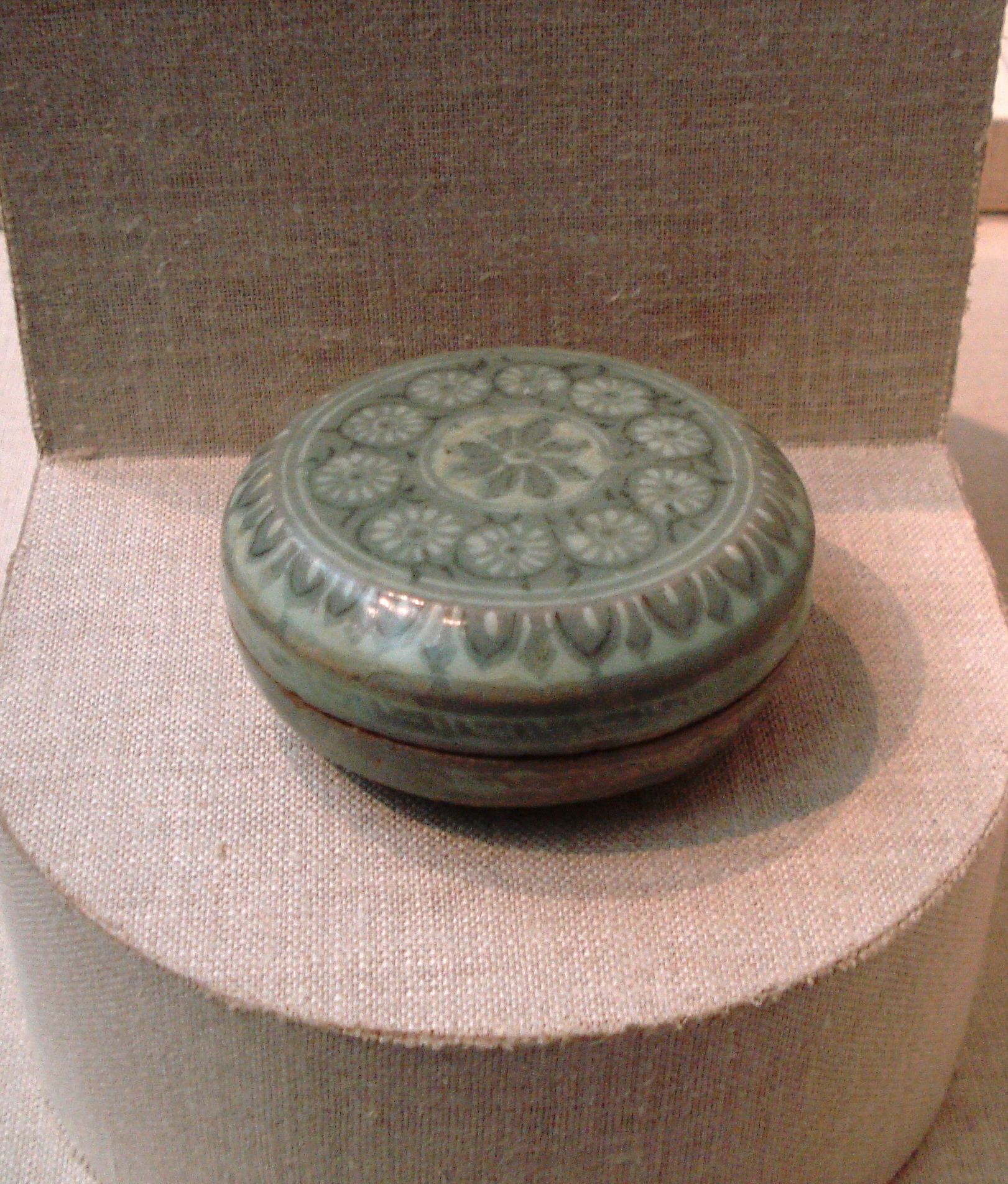
Caixa de cosméticos da dinastia Goryeo

No passado, os coreanos eram conhecidos por criar e utilizar diversos produtos para a pele e maquiagem. Além disso, acreditava-se que a aparência superficial estava ligada à saúde e ao cuidado interior. Muitos eram feitos com ingredientes naturais, como óleos, plantas ou pós naturais. Na época, esses cosméticos naturais adicionavam fragrância ao produto, o que era frequentemente considerado como redutor do estresse e da fadiga, conforme afirmado no Gyuhap Chongseo ou Enciclopédia Feminina. As origens da beleza coreana se desenvolveram durante a época dos Três Reinos, quando a cultura da beleza se tornou mais prevalente. Uma ênfase especial foi dada à era Goryeo, por ser conhecida como o auge dos padrões de beleza coreanos. Na dinastia Joseon, a ideia de beleza advém de uma pele clara e lábios cor de cereja, que acentuavam a elegância de seu status.

## Padrões de beleza e controvérsias
Ao longo de cada uma das eras dos Três Reinos, mulheres e elites eram frequentemente informadas sobre quais produtos de beleza eram aceitáveis por meio do Gyuhap Chongseo. Os Três Reinos incluíam, do mais antigo ao mais recente: Silla, Goguryeo e Baekje (37 a.C. a 668 a.C.). Grande parte da informação e do conhecimento sobre cuidados com a pele e beleza da era Silla foi transmitida à era Goguryeo, onde novos avanços foram implementados. O Gyuhap Chongseo detalhava as maneiras corretas de se maquiar.
A era Goguryeo era considerada excessiva para os padrões Joseon. Durante a dinastia Joseon, o confucionismo ditava o que era aceitável em termos de beleza, com foco no eu interior. A beleza coreana frequentemente fluía das classes mais baixas para as elites, já que muitas delas se espelhavam nas artistas femininas, conhecidas como gisaeng. Acessórios e recipientes de beleza foram então inventados e vendidos. O comércio e as importações de outros países, como Rússia e China, tornaram-se então mais frequentes.
Isso evidencia o forte interesse dos sul-coreanos pelo bem-estar físico e pela atratividade, considerados ligados ao bem-estar corporal. A Coreia do Sul tornou-se um destino para o turismo cosmético graças à popularidade da beleza coreana e à alta qualidade dos médicos e do sistema de saúde do país. Os padrões na Coreia do Sul criaram o movimento "Escape the Corset" para se livrar do que uma minoria acredita serem os rígidos padrões de beleza do país. Esse movimento foi criado por um pequeno grupo de mulheres que queriam pôr fim aos padrões de beleza existentes, bem como à sua atitude há muito aceita em relação à cirurgia plástica e à estética. Esse movimento foi inspirado pelo Movimento MeToo. A onda coreana levou a novos padrões de beleza entre os jovens na Coreia do Sul. Produtos de beleza facial são particularmente populares na Coreia do Sul.
Assim como na maior parte do resto do mundo, o valor que os sul-coreanos atribuem à atratividade física pode influenciar a autoestima e os relacionamentos interpessoais e românticos de alguns jovens, para aqueles que acreditam que não atendem a esses padrões. A preferência estética social por mulheres que usam maquiagem e têm um rosto pequeno em formato de coração é forte. Na Coreia do Sul, no passado, a pressão por conformidade contra pessoas que abandonaram o caminho convencional costumava ser relativamente intensa em comparação com outros países avançados e democratizados. Em 2014, registrou-se que 980.000 procedimentos de cirurgia plástica foram realizados naquele ano, embora apenas cerca de 50% deles envolvessem cidadãos sul-coreanos. Graças à popularidade do K-beauty e à qualidade dos médicos sul-coreanos e de seu sistema de saúde, muitos estrangeiros voam para a Coreia do Sul para cirurgias, especialmente da China, Japão, Estados Unidos e Sudeste Asiático.
Devido ao hallyu, o país tem visto as celebridades coreanas como modelos de atratividade física. Além disso, a crescente indústria de cirurgia plástica da Coreia do Sul destacou a atenção que seus cidadãos e estrangeiros dedicam à obtenção de padrões definidos de beleza. Na última década, expor o torso nu tornou-se um requisito para talentos masculinos. O rápido surgimento de um bom físico deriva de novas estratégias entre as indústrias de mídia da Coreia em moldar os desejos do consumidor, colocando a sexualidade masculina em primeiro plano. Para as mulheres, não apenas seu corpo é importante, mas também seus rostos e peles. Nesse aspecto, a Coreia do Sul é semelhante aos Estados Unidos, Europa, Japão, China e Sudeste Asiático.